# Эррера-и-Луна, Карлос
Карлос Рафаэль Эррера-и-Луна (исп. Carlos Rafael Herrera y Luna; 26 октября 1856 — 3 июля 1930) — гватемальский политический и государственный деятель, Президент Гватемалы (1920—1921).

## Биография
Крупный промышленник и землевладелец. Производитель сельскохозяйственной продукции. В начале 1900-х годов создал крупную гватемальскую сахарную компанию, входившую в десятку крупнейших производителей сахара в Латинской Америке, с заводами в Центральной и Южной Америке. Занимался инвестициями в землю, сельскохозяйственные культуры, машины и здания.
Член Либеральной партии. Депутат парламента в 1899—1920 годах.
После смещения парламентом президента Мануэля Эстрады Кабреры назначен первым вице-президентом Гватемалы (с 13 апреля 1920 по 12 апреля 1921 года).
Занимал пост Президента Гватемалы до 10 декабря 1921 года. Унаследовал от предыдущей власти расстроенное фискальное, денежное и банковское хозяйство с галопирующей инфляцией. Выступал против ратификации ряда контрактов с американскими компаниями, которые подписало правительство Эстрада Кабреры, и которые от считал вредными для страны.
В течение своего короткого президентства в 1921 году заключил соглашение с Гондурасом и Сальвадором о федерации.
Свергнут в результате переворота во главе с генералом Хосе Мария Орельяна Пинто в декабре 1921 года. Умер в изгнании во Франции.